# Pertusio
Pertusio (Përtus en el idioma piamontés) es una comuna de 698 habitantes de la provincia de Turín, donde mayormente se habla un dialecto canavesano de la lengua piamontesa, y forma parte de la Comunidad montañense del Alto Canavese.

## Geografía
El territorio de la comuna se extiende en parte sobre la llanura y parte al pie de las colinas y corren por su territorio el río Rossetto y Massiane. El núcleo habitacional de Pertusio se concentra en torno al santuario de San Fermín y cerca de la iglesia parroquial situada sobre la sima de una colina.

## Lugares de interés
- Santuario de San Fermín.
- Iglesia parroquial intitulada de San Lorenzo martire.

## Evolución demográfica
| Gráfica de evolución demográfica de Pertusio entre 1861 y 2001 |
|                                                                |
| Fuente ISTAT - Gráfica elaborada por Wikipedia                 |